# Pedosfären
Pedosfären (från grekiskans πέδον [pedon] jord och σφαίρα [sfaíra] sfär) är jordskorpans yttersta skikt i vilken jordmånsbildande markprocesser sker. Pedosfären är en del av geosfären och återfinns i gränsskiktet mellan litosfär, hydrosfär, atmosfär och biosfär där ett ständig flöde av material och energi sker. Beroende på latitud eller geokemiska och geologiska förhållanden utvecklas olika typer av jordmånar. I öknar med liten vattentillgång är till exempel de dominerande markprocesserna för jordmånsbildning mekanisk vittring genom termisk expansion och vinderosion.